# Värmansnäs naturreservat
Värmansnäs är ett naturreservat i Ronneby kommun i Blekinge län.
Området är naturskyddat sedan 1961 och omfattar 3 hektar. Det är beläget nordöst om Ronneby och består av en skogbevuxen udde i Listersjön. Redan 1961 fridlystes Värmansnäs som naturminne. Nytt beslut om nytt syfte och nya föreskrifter fattades 2006.
Ädellövskog dominerad av ek och bok täcker västra delen av halvön. Gran dominerar den östra delen.
I naturskogen finns rikligt med död ved både i levande träd och i högstubbar, torrakor och lågor.
Naturreservatet ingår i EU:s ekologiska nätverk, Natura 2000.